# Imam Jagne
Imam Jagne, né le 1er octobre 2003 en Gambie, est un footballeur suédois qui évolue au poste de milieu central à l'IFK Göteborg.

## Biographie

### En club
Né en Suède, Imam Jagne est notamment formé par le BK Häcken. Il joue son premier match en professionnel le 2 novembre 2019 lors d'une rencontre de Allsvenskan, l'élite du football suédois, contre le Hammarby IF. Il entre en jeu à la place de Daleho Irandust et voit son équipe être battue par quatre buts à un.
Le 4 octobre 2020, Imam Jagne rejoint l'Angleterre afin de signer en faveur de l'Everton FC. Il signe un contrat de trois ans.
Laissé libre à l'été 2022 par Everton sans y avoir fait la moindre apparition en équipe première, Imam Jagne s'engage avec le Mjällby AIF le 27 décembre 2022. Il signe un contrat courant jusqu'en décembre 2025.
Le 16 juillet 2023, Imam Jagne inscrit son premier but en professionnel, lors d'une rencontre de championnat face à l'IFK Norrköping. Entré en jeu à la place d'Arvid Brorsson, Jagne réduit le score mais son équipe est battue par deux buts à un.

### En sélection
Imam Jagne représente la Suède en sélection. Il joue notamment avec les moins de 17 ans, faisant 4 apparitions en 2019.
Le 31 mai 2024, Jagne est convoqué pour la première fois avec l'équipe de Suède espoirs par le sélectionneur Daniel Bäckström.